# Joseph Marx

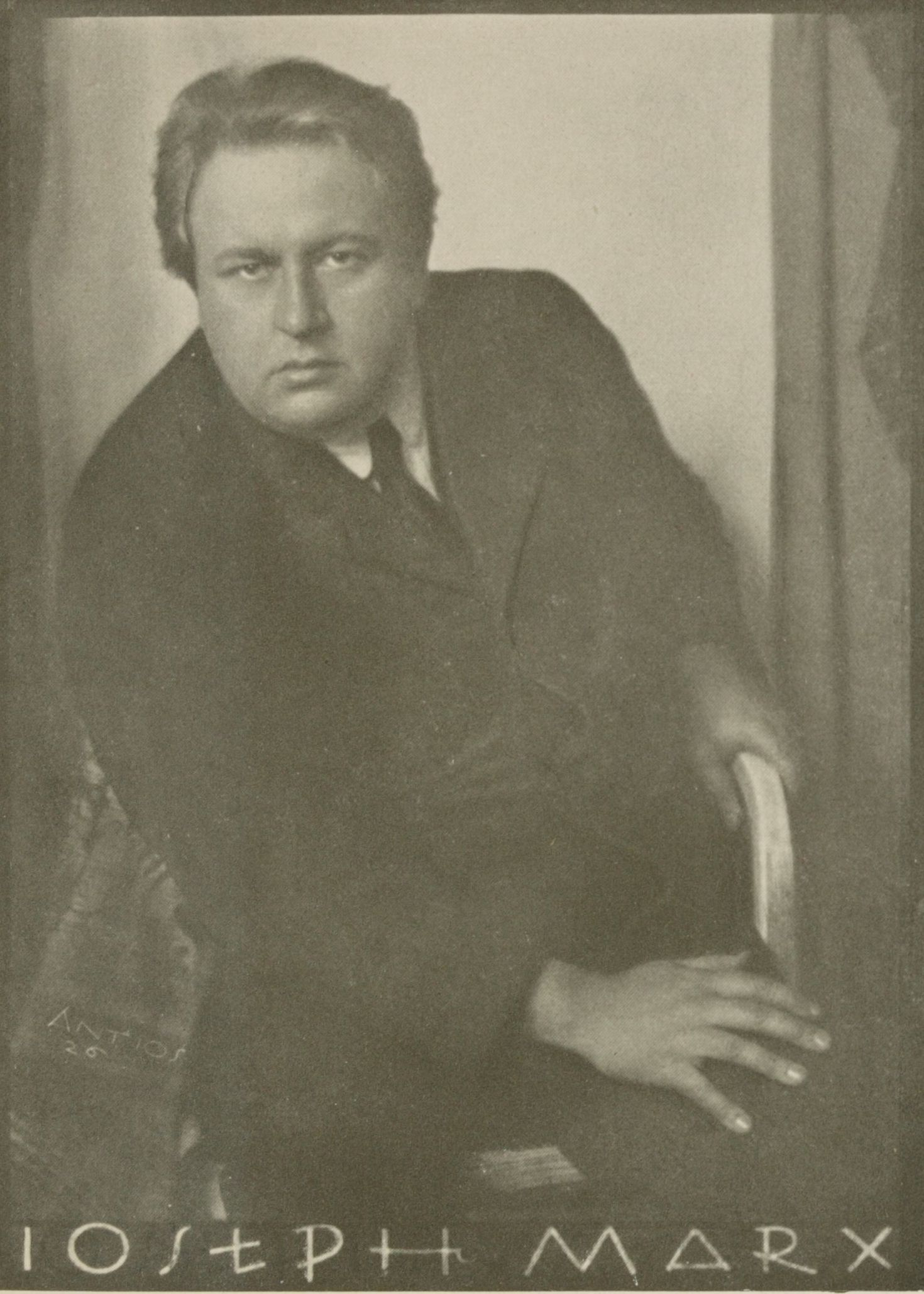
Joseph Marx um 1927, fotografiert von Anton Josef Trčka.

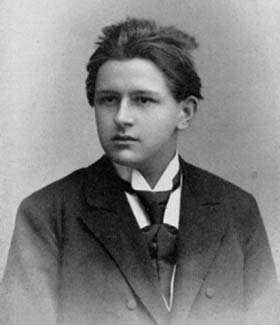
Joseph Marx (1903)

Joseph Rupert Rudolf Marx (* 11. Mai 1882 in Graz, Österreich-Ungarn; † 3. September 1964 ebenda) war ein österreichischer Komponist, Pianist, Musikpädagoge und Kritiker.

## Leben
Joseph (richtig Josef) Marx wurde am 11. Mai 1882 als Sohn des Arztes Josef Marx und der Irene, geb. Strohhuber (später umbenannt in Stiglitz) in Graz, Rechbauerstraße 15, geboren. Er lernte bereits bei seiner Mutter Musik. Später erhielt er Unterricht an der Klavierschule von Johann Buwa (1828–1907), wo er sich zu einem virtuosen Pianisten entwickelte. Zugleich brachte er sich selbst das Cello- und Geigenspiel bei. Während seiner Gymnasialzeit begann er zu komponieren, indem er aus vorhandenen Themen Klavierstücke und kleinere Werke für Trio- und Quartettbesetzung arrangierte und diese mit Freunden in Wirtshäusern aufführte.
Er studierte auf Wunsch seines Vaters Rechtswissenschaft an der Universität Graz, wechselte jedoch bald zu Philosophie und Kunstgeschichte. Dies führte schließlich zu einem Bruch mit seiner Familie, doch Marx hatte weiterhin großes Interesse an der Musik, so dass er im Alter von 26 Jahren seine Kompositionstätigkeit wieder aufnahm und innerhalb von vier Jahren, von 1908 bis 1912, ungefähr 120 seiner rund 150 Lieder schrieb. Marx, der als exzellenter Pianist galt, begleitete seine Lieder oft selbst.
Nachdem er 1909 den Dr. phil. erworben und musiktheoretische Arbeiten publiziert hatte, nahm Marx 1914 die Stelle eines Professors für Musiktheorie an der Wiener Musikakademie an. Zuvor hatte er in Graz im Rahmen einer eigenen, jahrelangen musikwissenschaftlichen Forschungsarbeit (basierend auf 8000 Einzelversuchen mit musikalisch unterschiedlich geschulten Testpersonen) zwei umfangreiche Dissertationen über Klangpsychologie und das Wesen der Tonalität vorgelegt, die auf der Pionierarbeit des Musikwissenschaftlers Hugo Riemann basierten.
1922 wurde er Direktor der Akademie und von 1924 bis 1927 übte er das Amt des Rektors der auf seine Initiative hin gegründeten ersten Hochschule für Musik aus. Im Jahr 1932 wurde Marx von Atatürk beauftragt, als erster Berater beim Aufbau des Konservatoriums in Ankara und des türkischen Musikschulsystems tätig zu werden. Er übte diese Tätigkeit bis Ende 1933 aus (seine Nachfolger waren Hindemith, Bartók u. a.). Marx war mit mehreren bedeutenden Komponisten befreundet, u. a. mit Giacomo Puccini, Maurice Ravel, Richard Strauss, Zoltán Kodály, Ottorino Respighi, Franz Schreker, Erich Wolfgang Korngold und Karol Szymanowski.

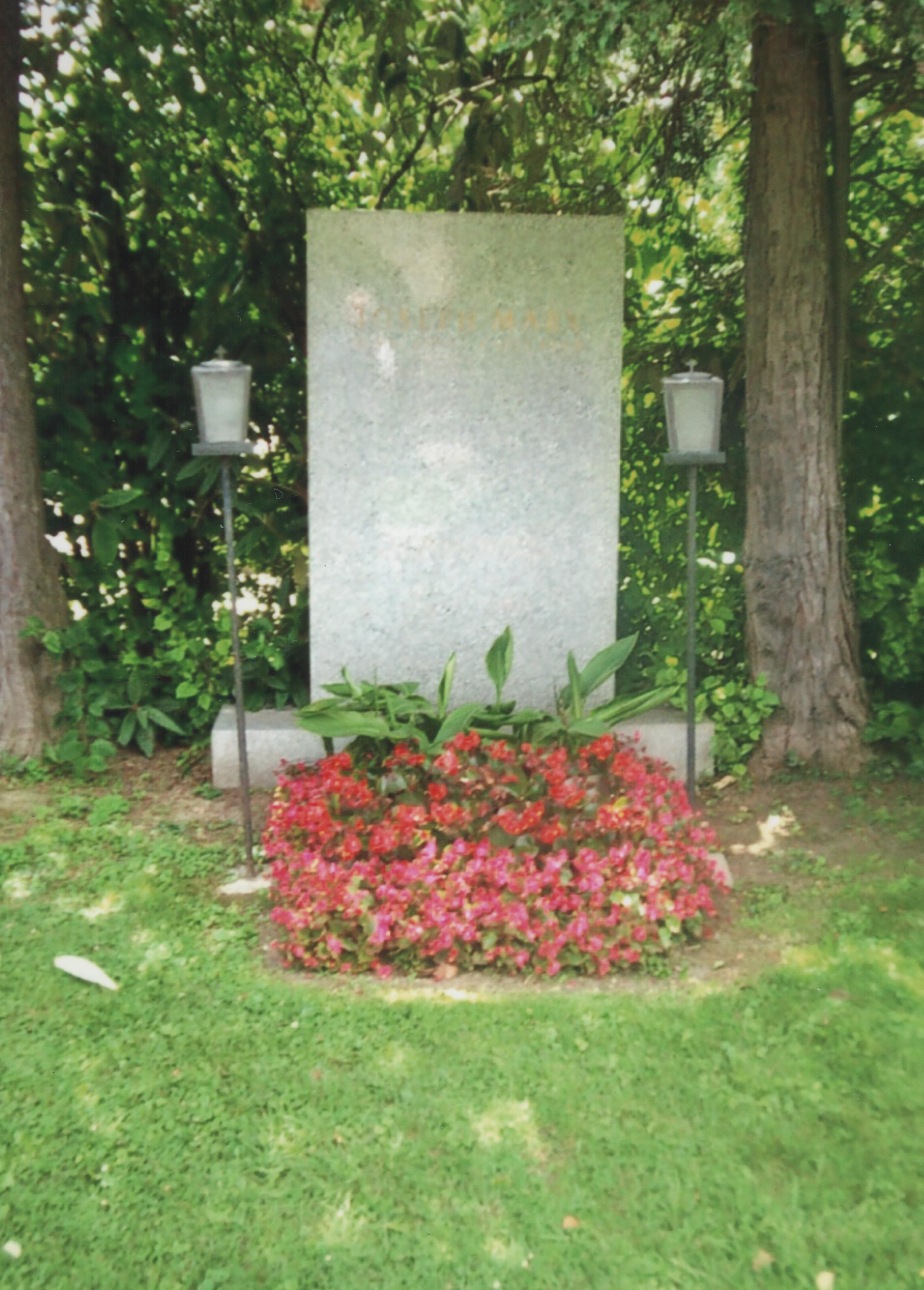
Grabstätte von Joseph Marx

Von 1934 bis 1938 war er Mitglied im Staatsrat des autoritären Ständestaats.
Marx, der auch als Kulturressortleiter, Musikkritiker und Essayist für Musikjournale und Zeitungen Wiens, etwa ab 1945 für die Wiener Zeitung, tätig war, unterrichtete in seinen 43 Jahren als Musiktheorie- und Kompositionslehrer ca. 1.300 Schüler unterschiedlicher Herkunft.
Der umfangreiche Briefnachlass in der Österreichischen Nationalbibliothek – Marx hatte rund 15.000 Briefe von ca. 3.400 Personen aus dem Bereich der Musik erhalten, darunter der österreichische Komponist Leopold Stolz – zeigt Joseph Marx’ jahrzehntelanges Ringen um die Geltung tonaler Musik.
Bis zu seinem Tod im Jahre 1964 war Joseph Marx Präsident und Ehrenvorsitzender vieler bedeutender Institutionen und Vereinigungen der österreichischen Musik, so der Gesellschaft der Autoren, Komponisten und Musikverleger, Staatsrat für Kultur, Mozartgemeinde und Österreichischer Komponistenbund. Der auch international angesehene Marx hatte sich nach dem Zweiten Weltkrieg um den Wiederaufbau des mitteleuropäischen und insbesondere des österreichischen Musiklebens verdient gemacht und als Vertreter Österreichs in Gremien der UNESCO für die Wiederherstellung der durch die NS-Zeit zerstörten internationalen Beziehungen Österreichs gesorgt. Er wurde am Wiener Zentralfriedhof in einem ehrenhalber gewidmeten Grab bestattet.
Zu seinen Schülern zählten Johann Nepomuk David, Robert Leukauf und Walter Achleitner.

## Haltung und Rolle im Nationalsozialismus
Joseph Marx gehörte auch nach dem sogenannten Anschluss Österreichs an Nazi-Deutschland zu den meistgespielten Komponisten. So wurde etwa sein Klavierkonzert „Castelli Romani“ 1938 auf dem Reichsmusiktag in Düsseldorf aufgeführt. Darüber hinaus fanden sich seine Werke oft in Programmen zusammen mit der NS-Ideologie nahestehenden Komponisten und Interpreten, etwa im Rahmen der Wochen neuer Musik in Wien mit Alfred Uhl (Gauobmann der Fachschaft Volksmusik der Reichsmusikkammer, Gau Wien) oder Armin Caspar Hochstetter (NSDAP-Mitglied); Dirigent des Konzerts mit den Wiener Symphonikern war NSDAP-Mitglied Paul Schmitz aus Leipzig. Immer wieder traten parteinahe Musikforscher als Vortragende in ausschließlich Joseph Marx gewidmeten Konzerten in Erscheinung, etwa das NSDAP-Mitglied Erich Hermann Müller von Asow („Das Judentum in der Musik“).
Als konsequenter Gegner der Zwölftonmusik lag Joseph Marx auch während der NS-Diktatur voll auf kulturpolitischer Linie: „Die einzigen konsequenten Gegner der Schönbergschule auf Wiener Boden kamen aus der Runde um Joseph Marx.“ Entgegen der verbreiteten Information, er sei 1938 aller Ämter enthoben worden, behielt Marx seine Professur an der Reichshochschule für Musik in Wien.
Zudem nahm Joseph Marx während der NS-Zeit zahlreiche Ehrungen, Preise und finanzielle Unterstützungen seitens des NS-Regimes entgegen: so 1942 den Ehrenring der Stadt Wien, die Ehrenmitgliedschaft im Musikverein für Steiermark, den Kunstpreis der Stadt Graz (2500 Reichsmark) sowie einen Staatszuschuss in Höhe von 4000 Reichsmark vom Reichsministerium für Volksaufklärung und Propaganda. Anlässlich des 60. Geburtstages von Joseph Marx verfügte Gauleiter Baldur von Schirach die Einrichtung des Joseph-Marx-Preises für Nachwuchs-Komponisten. Dieser wurde 1942 an Anton Heiller und 1943 an Hans Toifl verliehen. 1944 stand Marx in der Gottbegnadeten-Liste des Reichsministeriums für Volksaufklärung und Propaganda.

## Kontroversen nach seinem Tode
Während der letzten rund anderthalb Jahrzehnte seines Lebens galt Marx als Autorität des Wiener Musiklebens. Im Zweiten Weltkrieg war Marx in Wien geblieben und hatte sich mit der ihm noch verbliebenen Stellung als bekannter Komponist und Redner für die „Rettung der untergehenden Musikkultur“  eingesetzt und im Rahmen dessen einige Reden über die Musik im NS-Staat gehalten. Dies sowie die Tatsache, dass er weder emigriert war noch protestiert hatte und in den 1950er Jahren eine Machtposition im Wiener Musikleben innegehabt hatte, machten ihn zur umstrittenen Figur in den Debatten der Nachkriegszeit. So wurde etwa der 1947 von der Steiermärkischen Landesregierung gestiftete Joseph-Marx-Preis im Jahr 1989 in Johann-Joseph-Fux-Preis umbenannt.
Dass Marx am 9. Mai 1942 von der gleichgeschalteten Wiener Konzerthausgesellschaft zum dritten Ehrenmitglied ernannt worden war, sowie Namensverwechslungen mit dem Komponisten Karl Marx, der laut der Forschungen von Fred K. Prieberg Lieder für die Hitlerjugend komponiert hatte, brachten Joseph Marx in den Jahrzehnten nach seinem Tod weitere Beschuldigungen ein. Die Versuche, dem bis zu seinem Lebensende mit zahlreichen jüdischen Künstlern wie Herbert Zipper, Erich Zeisl, Marcel Rubin und Erich Wolfgang Korngold eng befreundeten Joseph Marx eine antisemitische Haltung zu unterstellen, wurden durch die Erschließung seines Briefwechsels mit seinen vielen jüdischen Freunden und Schülern gegenstandslos.
Nach seinem Tod wurde er in Musikgeschichtsbüchern als einflussreicher, erzkonservativer Musikpädagoge und im Bereich des Liedschaffens erfolgreicher Komponist geführt.
Die 2006 in Wien gegründete Joseph-Marx-Gesellschaft will an die musikalische Vielseitigkeit von Joseph Marx erinnern und seine vergessenen unentdeckten Werke in die Konzertsäle bringen.

## Kompositionsstil
In seinen Werken orientierte sich Marx an Max Reger, Claude Debussy und Alexander Skrjabin. Ähnlich wie Skrjabin suchte er aufgrund seiner starken Affinität zu mystischen Vorstellungen nach dem Höchsten in der Kunst als Ausdruck für den transzendenten Aspekt des Daseins. Dabei trieb er die spätromantisch-impressionistische Klangfülle vor allem in der monumentalen, bisweilen orgiastischen Herbstsymphonie aus dem Jahre 1921 auf einen Höhepunkt. Sie bildet als eine von Überschwang und ungezügelter Leidenschaft geprägte Orchestermusik zweifellos sein musikalisches Erbe.
Weitere Höhepunkte des Marxschen Schaffens findet man in den Werken Herbstchor an Pan und Ein Neujahrshymnus, beide entstanden in einer auf die Liederjahre folgenden Chormusik- und Kammermusikphase (1910–1914), wobei der Herbstchor sein erstes Werk mit Orchester war. Mit Verklärtes Jahr von 1932 verband er den Gesang ein letztes Mal mit ausschweifender Symphonik. Seine zunächst im Schatten der erfolgreichen Jugendstil-Lieder stehenden Orchester- und Chorwerke zeugen insgesamt von einem stark ausgeprägten Sinn für Polyphonie und einer unkonventionellen Harmonik. Seine trotz starker Melodik recht eigenwillige, die Tonalität voll ausschöpfende Tonsprache brachte Marx den Ruf eines Erneuerers unter den „Traditionalisten“ ein. Die sich für Solisten, Dirigenten und Orchestermusiker ergebenden Schwierigkeiten resultieren häufig in einer mangelnden Transparenz und Ausdifferenzierung der teilweise ins Extreme reichenden polyphon-komplexen Klangstrukturen, wie man sie beispielsweise in der Herbstsymphonie in sehr ausgeprägter Form findet.

## Auszeichnungen
- 1941: Stiftung des Joseph-Marx-Preis für Studenten des Faches Komposition an der Reichshochschule für Musik Wien durch Gauleiter Baldur von Schirach[2][22]
- 1942: Ehrenring der Stadt Wien
- 1942: Ehrenmitgliedschaft Musikverein für Steiermark
- 1942: Kunstpreis der Stadt Graz
- 1947: Bürgerurkunde der Stadt Wien (→ Liste der Bürger ehrenhalber der Stadt Wien)
- 1950: Großer Österreichischer Staatspreis für Musik als Erster[23]
- 1952: Preis der Stadt Wien für Musik[24]
- 1952: Mozartmedaille durch die Mozartgemeinde Wien[25]
- 1956: Musikpreis des Landes Steiermark[26]
- 1957: Österreichisches Ehrenzeichen für Wissenschaft und Kunst
- 1965: Gedenktafel am ehemaligen Wohnhaus in Wien in der Traungasse 6[27]
- Ehrengrab auf dem Wiener Zentralfriedhof (Gruppe 32 C, Nummer 29).

## Werkverzeichnis
Chorwerke (teilweise Bearb.):
- Ein Neujahrshymnus für gemischten Chor (oder Männerchor) und Orchester (1914)
- Berghymne für gemischten Chor und Orchester (ca. 1910)
- Herbstchor an Pan für gemischten Chor, Knabenstimmen, Orgel und Orchester (1911)
- Morgengesang für Männerchor und Orchester (1910)
- Abendweise für Männerchor, Blasorchester, Pauken und Orgel (1912)
- Gesang des Lebens für Männerchor und Orgel (1914)

Lieder/Orchesterlieder
- insgesamt ca. 150 Lieder für Gesang und Klavier, davon ca. zwei Dutzend mit Gesang und Orchester/Streichorchester
- Verklärtes Jahr für mittlere Stimme und Orchester (Liederzyklus, 1932; auch f. Singstimme und Klavier)

Orchesterwerke:
- Eine Herbstsymphonie (1921)
- Naturtrilogie, bestehend aus:
  - Eine symphonische Nachtmusik (1922)
  - Idylle – Concertino über die pastorale Quart (1925)
  - Eine Frühlingsmusik (1925)
- Nordland-Rhapsodie (1929)
- Eine festliche Fanfarenmusik für Blechblasorch., Pauken u. kl. Trommel (1928)
- Alt-Wiener Serenaden (1941)
- Sinfonia in modo classico für Streichorchester (1944)
- Partita in modo antico für Streichorchester (1945)
- Feste im Herbst (1946)

Konzerte für Soloinstrument:
- Klavierkonzert in E-dur: „Romantisches Klavierkonzert“ (1919–1920), von Jorge Bolet wiederentdeckt und oft gespielt
- Klavierkonzert in Es-dur: „Castelli Romani“ (1929–1930)

Sonstiges:
- Klavierquartett in Form einer Rhapsodie (1911)
- Scherzo für Klavierquartett (1911)
- Ballade für Klavierquartett (1911)
- Sechs Stücke für Klavier (1916)
- Streichquartett A-dur (1936, spätere Fassung als Quartetto Chromatico 1948)
- Quartetto in Modo Antico (1938)
- Quartetto in Modo Classico (1941)
- Zwei Violinsonaten
- Werke für Cello und Klavier
- Ein Klaviertrio
- Drei Klavierquartette
- Orgelstücke
- Weitere (bislang unveröffentlichte) Klavierstücke
- Zahlreiche Stücke für Gesang und Kammerensemble

## Diskografie
Auszug
- Trio-Phantasie; „Ballade“ für Klavierquartett. MDG, 2013.[29]

## Schriften
- Harmonielehre. Unter Zugrundelegung des Lehrganges von Joseph Marx verfaßt von Friedrich Bayer. Universal-Edition, Wien 1933.
- Kontrapunktlehre. Unter Zugrundelegung des Lehrganges von Joseph Marx verfaßt von Friedrich Bayer. Universal-Edition, Wien 1935.
- Betrachtungen eines romantischen Realisten. Gesammelte Aufsätze, Vorträge und Reden über Musik. Hrsg. von Oswald Ortner. Gerlach & Wiedling, Wien 1947.
- Weltsprache Musik. Bedeutung und Deutung tausendjähriger Tonkunst. Austria-Edition, Wien 1964.